# Monastiek observantisme
Het monastiek observantisme (van observare: in acht nemen) was het middeleeuwse streven naar de naleving van de leefregels in de kloosters. Door de regels in acht te nemen werd gepoogd terug te keren naar de uitgangspunten van het kloosterwezen.
In de tweede helft van de veertiende eeuw kwam een golf van observantisme op gang in alle kloosterordes, inclusief de relatief recent opgerichte bedelordes. Observante kloosters scheidden zich niet af van hun kloosterordes, maar hielden zich wel apart van de kloosters die zich niet aan de strengere leefregels wilden conformeren. Observante kloosters verenigden zich in congregaties, waarin gemeenschappelijke afspraken werden gemaakt over de kloosterregels. De congregaties moesten tegeltijd de naleving van de regels controleren. 